# Colaxes nitidiventris
Espèce
Colaxes nitidiventris est une espèce d'araignées aranéomorphes de la famille des Salticidae.

## Distribution
Cette espèce est endémique du Tamil Nadu en Inde,. Elle se rencontre vers Tiruchirappalli.

## Description
Le mâle holotype mesure 2,5 mm. Le mâle décrit par Benjamin en 2004 mesure 4,4 mm.

## Publication originale
- Simon, 1900 : Descriptions d'arachnides nouveaux de la famille des Attidae. Annales de la Société Entomologique de Belgique, vol. 44, p. 381-407 (texte intégral).